# Calliste tacheté
Ixothraupis varia
Espèce
Répartition géographique
Statut de conservation UICN

 LC  : Préoccupation mineure
Le Calliste tacheté (Ixothraupis varia) est une espèce d'oiseaux de la famille des Thraupidae. D'après Alan P. Peterson, c'est une espèce monotypique.

## Répartition
Cet oiseau peuple le sud du Venezuela, les Guyanes et le nord du Brésil.